# Попово поле
Попово поле (на босненски: Popovo polje; на хърватски: Popovo polje) е карстово поле в южната част на Босна и Херцеговина, в близост до Требине, източна Херцеговина.
Известно е с множеството карстови образувания, включително река Требишница, която е най-голямата потъваща река в света. Разположено недалеч от Адриатическо море, Попово поле има средиземноморски климат с горещо и сухо лято. През него тече река Требишница. В областта се намира известният православен манастир Завала.